# Platytholus
Platytholus ("plochý/široký kopeček" - podle tvaru lebky) byl rod menšího býložravého pachycefalosauridního dinosaura, žijícího v období nejpozdnější křídy (věk pozdní maastricht, asi před 68 až 66 miliony let) na území dnešního západu USA. Jedná se tedy o jednoho z posledních žijících severoamerických druhohorních dinosaurů.

## Historie a popis

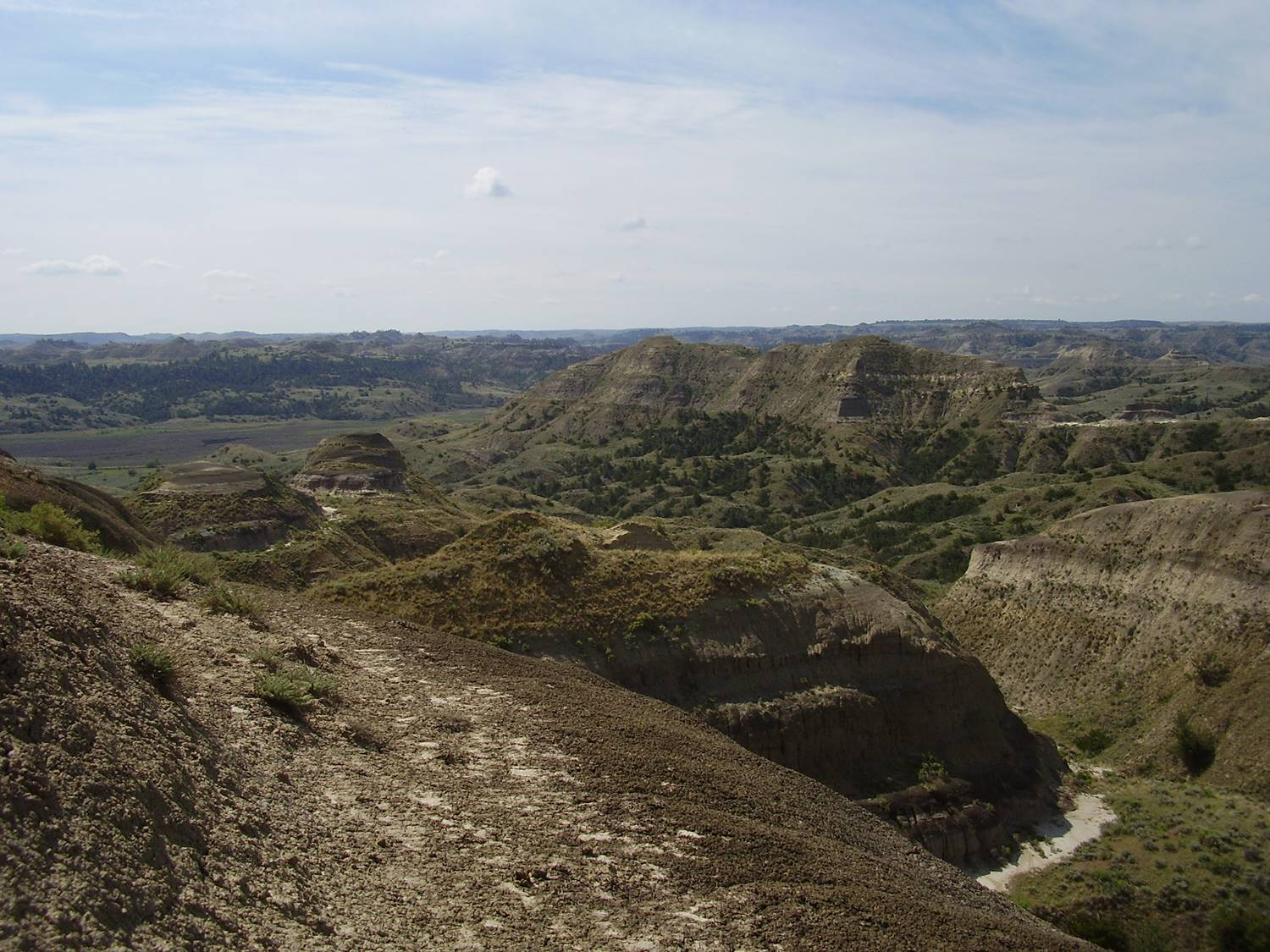
Hell Creek State Park - oblast objevu fosilie pachytola.

Fosilie tohoto dinosaura má podobu fragmentu lebky (katalogové označení MOR 2915 ze sbírek instituce Museum of the Rockies) a byla objevena na začátku 21. století v sedimentech geologického souvrství Hell Creek na území východní
Montany (kraj Garfield). Patřila středně velkému pachycefalosauridovi, většímu než jsou typičtí zástupci rodu Sphaerotholus, ale menšímu, než jsou vzrostlí jedinci rodu Pachycephalosaurus. Nový taxon byl formálně popsán v dubnu roku 2023 tříčlenným týmem dvou amerických a jednoho kanadského paleontologa, přičemž vedoucím práce je paleontolog John R. (Jack) Horner, který fosilii sám objevil.
Platytholus byl podle provedené fylogenetické analýzy vývojově blízce příbuzný rodu Prenocephale z Mongolska a dále rodu Acrotholus z Kanady. Rody Sphaerotholus i Pachycephalosaurus, vyskytující se ve stejných ekosystémech, spadali do odvozenější (vývojově vyspělejší) skupiny Pachycephalosaurini.
Jednalo se patrně o malého po dvou se pohybujícího (bipedního) dinosaura, jehož lebka dosahovala délky kolem 20 cm. Celková délka těla mohla činit asi 2 až 3 metry, hmotnost několik desítek kilogramů.
Je možné, že lebeční dómy tohoto i dalších pachycefalosauridů byly zaživa pestře zbarveny a sloužily tak nejspíš k signalizaci a komunikaci v rámci druhu.